# Kometa
Kometa（ロシア語: Комета）はソビエト連邦のクラスノゴールスク工場において開発されたレンジファインダーカメラ。

## 概要
35㎜フィルムを使用するレンジファインダーカメラで軍艦部には距離計、セレン露出計を備えており、絞りとシャッター速度が連動する仕様だった。同時期のライカMは露出計のみがシャッター速度と連動しており、保守的なコンタックスに至ってはそれすら備えていなかった。
バヨネット式のレンズ交換式のカメラでセルフタイマーを備えていた。カメラの大きさは35㎜フィルムを使用するが中判カメラ並みの大きさだった。
1958年に開催されたブリュッセル万国博覧会で展示された。当時先進的とされていた西側のカメラと比較して遜色ないばかりか、凌駕する機能を備えていたものの、2台の試作品に留まり、量産されることはなかったため、現在では幻のカメラとして知られる。一説には当時のソビエトの工業水準では機械的に連動する部分の量産が困難だったとも言われる。
当時、ゾルキーやフェド、キエフ等、西側の模倣品ばかりを生産していたソビエトの光学産業においては異色の存在だった。